# Det andra Ryssland
För andra betydelser, se Det andra Ryssland (olika betydelser).

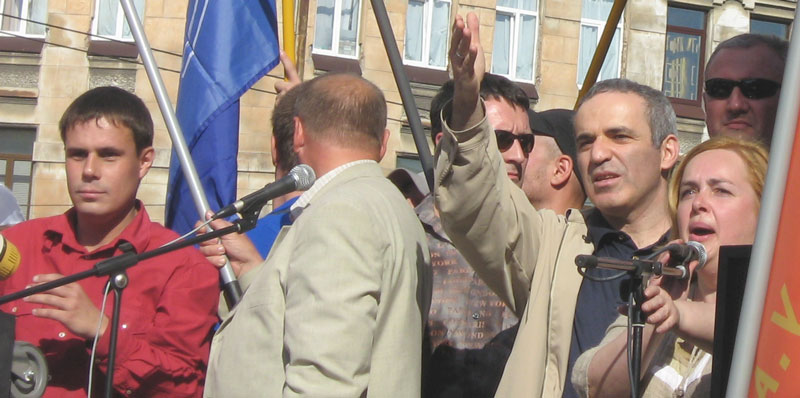
Medlemmar av "Det andra Ryssland" under en demonstration 2007.

Det andra Ryssland är en oppositionell koalition i Ryssland som opponerar sig mot Rysslands president Vladimir Putin. Den består av en rad smågrupper vars gemensamma nämnare är att de är så kallat regimkristiska. Koalitionen leds Garri Kasparov, tidigare världsmästare i schack, och Eduard Limonov, ledare för det förbjudna Nationalbolsjevikiska partiet som tidigare var nationalistiskt men idag har blivit mer ett vänsterparti. Gruppen har arrangerat en del demonstrationer mot Putins sätt att styra Ryssland. I september 2007 utsågs Garri Kasparov till alliansens kandidat inför det förstående presidentvalet.